# Карась звичайний
Кара́сь звича́йний (Carassius carassius), або кара́сь золоти́й — риба родини коропових. Живе у прісноводних водоймах, переважно в озерах, водосховищах, ставах.

## Характеристика

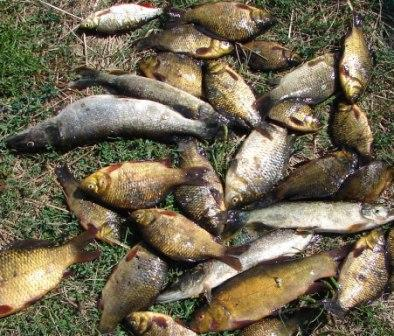
Карась звичайний серед інших риб, зокрема поряд з карасем сріблястим, щукою звичайною, лином

Має коротке, високе, майже округле тіло, вкрите гладенькою лускою. На останніх нерозгалужених променях спинного і анального плавців є близько 30 дрібних зубчиків. Порожнина тіла світла, на відміну від карася сріблястого. Спина темна, боки золотисті, черево жовтувате, плавці сірувато-червоні. Довжина тіла до 50 см, зазвичай до 24 см, живе до 10 — 12 років. Вид стійкий до дефіциту кисню, коливань температури води. Тримається місць з розвинутою водяною рослинністю, з мулистим або піщано-мулистим ґрунтом.

## Ареал
Широкий ареал в Європі та Сибіру. В Європі вид живе від Великої Британії і Скандинавії на півночі до Македонії і Північної Італії на півдні. В Україні ареал охоплює водойми Азово-Чорноморського басейну, басейн Вісли, інтродукований в Криму.

## Біологія
Живиться планктонними та бентосними організмами.
Статевої зрілості досягає у віці 2-3 роки (самці) і 3-4 роки (самиці) та за довжини тіла 13-16 см. Нерест порційний, з квітня до кінця липня. Ікра клейка, відкладається на рослини.

## Значення

Карась звичайний і сріблястий.

Цінний за смаковими якостями, але малодоступний для промислу. В Україні у деяких водоймах звичайний, в інших — поодинокий, в багатьох зник через зникнення типових біотопів внаслідок зміни гідрологічного, хімічного, біологічного режиму водойм, спричиненої гідротехнічними будівництвом. У багатьох водоймах витіснений диплоїдною формою карася сріблястого. Занесений до Червоної книги України, статус виду вразливий